# Vicente Guerrero, Álamo Temapache
Vicente Guerrero är en ort i Mexiko.   Den ligger i kommunen Álamo Temapache och delstaten Veracruz, i den sydöstra delen av landet, 220 km nordost om huvudstaden Mexico City. Vicente Guerrero ligger 109 meter över havet och antalet invånare är 375.
Terrängen runt Vicente Guerrero är platt åt sydväst, men åt nordost är den kuperad. Runt Vicente Guerrero är det ganska tätbefolkat, med 65 invånare per kvadratkilometer. Närmaste större samhälle är Cerro Azul, 19,5 km nordost om Vicente Guerrero. Trakten runt Vicente Guerrero består till största delen av jordbruksmark.